# Huang Taiji

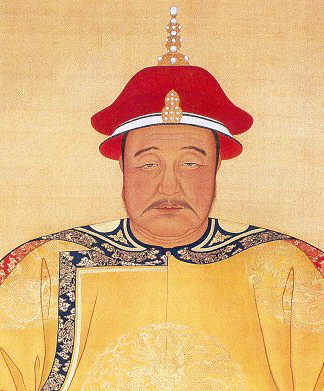
Huang Taiji

Huáng Tàijí (chinesisch 皇太極 / 皇太极, Pinyin Huáng Tàijí, auch Hungtaiji oder Abahai; Äranamen: Tiancong 天聰 und Chongde 崇德, Tempelname Taizong 太宗; mandschurisch Hong Taiji ᡥᠣᠩ
ᡨᠠᡳᠵᡳ, als Äraname Apkai Sure ᠠᠪᡴᠠᡳ
ᠰᡠᠷᡝ; * 28. November 1592; † 21. September 1643) war ein mandschurischer Stammesführer, der ab 1626 Khan der Späteren Jin-Dynastie wurde und sich 1636 zum Kaiser der Qing-Dynastie erheben ließ. Er erweiterte das Mandschureich und starb kurz vor der Übernahme der Macht in Peking.
Für seine Familie führte er den Namen Qing („rein“) ein, der von 1644 bis 1911/12 zum Namen der von den Mandschu geführten Kaiserdynastie wurde.

## Leben
Hong Taiji war der achte Sohn Nurhacis (1559–1626). Nach dem Tod seines Vaters schaltete er zunächst seine Brüderrivalen aus, um seine eigene Macht zu festigen.
1627/28 hatten wiederholte Missernten in China eine Hungersnot ausgelöst. Es kam zu Bauernaufständen, welche die Ming-Dynastie existenziell bedrohten. Hong Taiji nutzte sie, konsolidierte seine Macht in der Mandschurei bis an den Amur, gegenüber Korea, der Mongolei und stieß schon 1629 bis Peking vor.
Hong Taiji geriet auch in Konflikt mit dem mongolischen Nominalherrscher Ligdan Khan, als mehrere von dessen Stammesgruppen zu ihm überliefen. 1632–1634 wurden Ligdan Khan und seine Chaqar vertrieben, so dass Hong Taiji danach auch viele Mongolen hinter sich hatte.
Hong Taiji änderte 1635 offiziell den Namen des Jurchen-Volkes in Mandschu um und 1636 auf Empfehlung seiner chinesischen Berater seinen Dynastienamen von Jin in Qing.
Hong Taijis Erfolg bei der Erweiterung seines Reiches beruhte vor allem auf seinen außergewöhnlichen Fähigkeiten als Militärführer. Er marschierte mit seinen Armeen in die innere Mongolei und Korea ein und machte die Länder zu Vasallen der Mandschu. 
Im Dezember 1636 brach Hong Taiji mit rund 100.000 Mann in Korea ein. König Injo von Joseon fand mit seinem Hof auf die Bergfestung Festung Namhansanseong südöstlich der Hauptstadt Zuflucht. Doch eine Verteidigung gegen die Übermacht des mandschurischen Heeres war aussichtslos. Am 30. Januar 1637 kapitulierte König Injo durch eine Verneigungszeremonie vor Hong Taiji und schwor der Qing-Dynastie die Treue. Mit den zusätzlichen Geld- und Nahrungsmitteln aus Korea und den hinzugewonnenen Truppen und Pferden der Mongolen perfektionierte Hong Taiji das militärische System der Acht Banner. Nach vier Militärexpeditionen besetzte er schließlich die von Ewenken kontrollierte Amur-Region. Er überwand dreimal die chinesische Mauer um Angriffe in Nordchina zu starten, zuletzt 1642, als die Ming von den Bauernaufständen des Li Zicheng (李自成, 1606–1645) und Zhang Xianzhong (1606–1647) so geschwächt waren, dass die Mandschu in Innerchina bis nach Shandong vorstoßen konnten, dabei 94 Städte eroberten bzw. zur Kapitulation zwangen und in 39 Gefechten siegreich blieben.
Da immer mehr Chinesen gefangen genommen wurden und in die Dienste der Mandschu traten, war die Regierung in der Lage, die Organisationsstruktur der Chinesen zu kopieren. Dadurch fiel es anderen talentierten Chinesen wie z. B. Hong Chengchou (洪承疇, 1593–1665) leicht, zum Gegner überzulaufen.
Als Hong Taiji am 21. September 1643 verstarb, übernahmen seine Brüder Dorgon und Dsirgalang die Regierung für den sechsjährigen Kaiser Fulin (Shunzhi, 1643–1661, neunter Sohn Hong Taijis) und setzten seine Politik zielbewusst fort. Am 13. Mai 1644 setzte sich die Armee Dorgons nach Peking in Bewegung, das noch im gleichen Jahr besetzt wurde.

## Regierungsdevisen
- 1627–1636 abkai sure, ᠠᠪᡴᠠᡳ
ᠰᡠᡵᡝ, 天聰,  Tiāncōng – „Weisheit des Himmels“
- 1636–1643 wesihun erdemungge, ᠸᡝᠰᡳᡥᡠᠨ
ᡝᡵᡩᡝᠮᡠᠩᡤᡝ, 崇德,  Chóngdé – „Erlauchte Tugend“